# Filipy (województwo świętokrzyskie)
Filipy – wieś sołecka w Polsce, położona w województwie świętokrzyskim, w powiecie koneckim, w gminie Radoszyce.
W latach 1975–1998 miejscowość administracyjnie należała do województwa kieleckiego

## Części wsi
| SIMC    | Nazwa    | Rodzaj    |
| ------- | -------- | --------- |
| 0264408 | Huta     | część wsi |
| 0264414 | Podłysów | część wsi |

## Historia
Filipy w wieku XIX – wieś w powiecie kieleckim, gminie Snochowice, parafii Grzymałków.

W 1827 r. było tu 15 domów 125 mieszkańców.